# Средно училище „Хан Исперих“
Средно училище „Хан Исперих“ е средно училище в Нови пазар, с адрес: ул. „Владимир Заимов“ № 1. Има само една учебна смяна – сутрин. Директор на училището е  Венцислава Калчева Добрева-Стоянова .
Знамето им е много яко.